# Пчелиная матка
Пчели́ная ма́тка, или пчелома́тка, — размножающаяся самка пчёл. Матка — особь женского пола с хорошо развитыми половыми органами.

## Описание
Длина тела матки пчёл в зависимости от породы и сезона года колеблется от 19 до 25 мм (Apis mellifera mellifera), а живая масса — от 180 до 300 мг. Матка в семье выполняет одну функцию: откладывает яйца, из которых развиваются все особи: рабочие пчёлы, трутни и молодые матки. В сутки матка откладывает до 1500-3500 яиц. Во время движения яйца по яйцеводу к нему попадает несколько сперматозоидов, один из которых оплодотворяет яйцо. При откладке яйца в трутневую ячейку брюшко изгибается так, что яйцо оказывается неоплодотворённым. По внешнему виду матка отличается от рабочих пчёл и трутней. Тело её стройное, брюшко выдаётся за кончики крыльев. У неё есть жало, которое она использует только против других маток в колонии. Челюстные железы матки выделяют особое вещество, которое она размазывает по своему телу, позволяя затем рабочим особям его слизать — это вещество путём трофаллаксиса распространяется по гнезду и подавляет в рабочих особях способность к яйцекладке.
Обычно матку кормят маточным молочком рабочие пчёлы, но перед роением они перестают её кормить, и она начинает питаться самостоятельно мёдом из ячеек. Брюшко при этом у неё уменьшается, и она становится способной к полёту.
Покинув улей, молодая самка улетает подальше, к другому улью, чтобы избежать инбридинга. Она спаривается поочерёдно с несколькими самцами в позиции «самка сверху», то есть она сама выбирает самца (старается избежать спаривания с братьями).
Матка живёт 3-5 лет, но обычно пчеловоды сменяют её через год или два. Если способность матки снижается, то пчёлы могут сами её заменить. Этот процесс называется «тихая смена»: старая матка остаётся в улье и продолжает работать пока пчёлы не выведут новую и пока она не начнёт работать. После этого старая матка либо изгоняется из улья, либо пчёлы сами её уничтожают.

## Трутневая матка
Трутневая (отрутневшая) матка — это пчелиная матка, откладывающая только неоплодотворённые, так называемые трутневые яйца, из которых выходят трутни, или самцы пчёл.
Причины появления трутневой матки бывают различны. Так как копуляция у пчёл может совершаться только во время проигры, то есть полёта матки и трутней — «облёт матки», то все обстоятельства, мешающие этому полёту, обусловливают появление трутневых маток, а именно: плохая погода (во время которой облёта матки не происходит), порча крыльев у матки (так называемая пешая матка) или раннее появление матки (до того, как вывелись трутни). Во всех этих случаях матка не оплодотворялась и поэтому откладывала трутневые яйца. Но может быть и так, что оплодотворённая матка делается трутневой; это происходит по следующим причинам:
1. Запас семени (сперматозоидов) может истощиться, когда матка уже стара, так как копуляция у пчёл происходит всего один раз в жизни;
2. Сперматозоиды могут отмереть;
3. Семяприёмник может быть повреждён, в таком случае сперматозоиды не могут достигнуть яйца.

Трутневых маток стараются уничтожить или заменить, так как пчелиная семья с такой маткой обречена на гибель.

## Пчелиное маточное молочко
Вырабатывается пчёлами с целью выращивания расплода. Это весьма питательный продукт, применяемый для улучшения аппетита, нормализации работы различных систем организма, в том числе, пищеварительной, репродуктивной, сердечно-сосудистой, периферической нервной системы, а также для наращивания массы, поднятия тонуса и стимуляции умственных процессов.